# Терновой, Дмитрий

## Биография
Дмитрий Терновой родился в 1969 году в Харькове.

## Творческий путь
В 1993 году окончил филологический факультет Харьковского государственного университета имени В. Каразина.
С 1992 по 2010 гг. работал журналистом в ведущих СМИ Украины (Интерфакс-Украина, Бизнес, Эксперт-Украина  и т.д.). Служил в рядах Советской армии.
В 2006 году вместе с женой Ольгой Терновой, поэтом и режиссёром, создал «Театр на Жуках».
Свою первую пьесу Дмитрий Терновой написал в 22 года. В 2010 году он вернулся в драматургию из журналистики, написав целый ряд пьес и инсценировок, часть из которых была поставлена в Театре на Жуках ("We care a lot", «Пластилин мира», «Доротея»).
Дмитрий Терновой — инициатор международного проекта "Театральное окно в Европу", в рамках которого представители разных театральных школ из европейских стран приезжают в разные города Украины со спектаклями и мастер-классами для студентов театральных вузов.

## "Детализация"
По итогам 2012 года пьеса Д.Тернового "Детализация" победила на крупнейшем восточноевропейском конкурсе драматургов "Говорить о границах: жизнь в эпоху перемен", который был основан австрийским режиссёром Кристианом Папке при поддержке МИДа, а также ряда правительственных и неправительственных структур Австрии. В 2012 году конкурс, который каждый год проходит в новой стране Восточной Европы, впервые проводился на Украине. "Детализация" была признана лучшей среди более 50-ти пьес, поданных украинскими драматургами. 
9 июня 2014 года в городе Карлсруэ состоялась премьера спектакля по пьесе Дмитрия Тернового "Детализация". В немецком варианте она называется "Hohe Auflösung" ("Высокое разрешение").